# X. Kónsztantinosz bizánci császár
X. Kónsztantinosz, magyarosan X. Konstantin, eredeti nevén Kónsztantinosz Dukasz (görögül: Κωνσταντίνος Ι΄ Δούκας), (Anatólia, 1006 – Konstantinápoly, 1067. május 22.) a Bizánci Birodalom császára (uralkodott 1059 decemberétől haláláig), I. Iszaakiosz kinevezett utódja volt. Uralkodása alatt felgyorsult a bizánci államrend bomlása, és a császárság gyengülését kihasználva súlyos csapások érték a birodalmat összes határán.

## Uralkodása
Az ötvenhárom esztendős Kónsztantinosz Dukaszt Mikhaél Pszellosz főminiszter javaslatára nevezte ki utódául a betegeskedő[forrás?] I. Iszaakiosz lemondásakor. Dukasz felesége Eudokia Makrembolitissza, a nemrég elhunyt Mikhaél Kérullariosz konstantinápolyi pátriárka unokahúga volt, ami népszerűvé tette az Iszaakiosz pátriárka elleni támadásai miatt elégedetlenkedő fővárosi lakosság körében. Ezen túlmenően nem sok érdemmel büszkélkedhetett: önállótlan és befolyásolható volt, amit fő tanácsadója és legbelső bizalmasa, a művelt Pszellosz használt ki leginkább. Pszellosz, a kitűnő szónok és filozófus lett a császár fiainak nevelője is, a pátriárkai tisztséget pedig jó barátai, Kónsztantinosz Leikhudész, majd Ióannész Xiphilinosz töltötte be.

### Végzetes intézkedések
Az egy-két évtizeddel korábban megjelent adóbérlet X. Konstantin idején vált általánossá, de ebben az időben már az állami hivatalok eladásának eszközétől sem riadtak vissza. Mivel az uralkodói réteg – a szenátorok alkotta hivatali arisztokrácia – létszáma egyre duzzadt, az udvar fényűzése pedig nem ismert határokat, az állam kiadásai egyre nőttek. A bevételek viszont fogyóban voltak, mivel feltartóztathatatlanul terjedt a feudalizmusra emlékeztető pronoiarendszer, és a népszerűség megóvása érdekében az egyház is hatalmas adományokban részesült. A kormányzat ráadásul I. Iszaakiosz példájából azt a következtetést vonta le, hogy a hadsereg veszélyezteti a hatalmát, ezért kézenfekvő módon a katonai kiadások mérséklésével próbálta bepótolni egyre növekvő hiányát. A katonaság jelentős részét leszerelték – figyelmen kívül hagyva, hogy a külpolitikai helyzet egyre veszélyesebbé válik. Iszaakiosz hívei, akik elégedetlenek voltak Konstantin intézkedéseivel, 1060-ban sikertelen merényletet kíséreltek meg a császár ellen.

### Támadások
A hadsereget tudatosan leépítő X. Kónsztantinosz idején Bizáncot minden határán támadás érte. Itáliában a Robert Guiscard vezette normannok 1060-ban elragadták Reggio és Taranto városát a császárságtól, aminek így csupán Bari és közvetlen környéke maradt birtokában az Appennini-félszigeten. Guiscard ezután a gyengélkedő Palermói Emírség uralta Szicília meghódítására indult, amit a bizánciak ellencsapásra használtak ki: visszafoglalták Tarantót és néhány más korábbi birtokukat. Sikerük ideiglenes volt: 1062-ben Guiscard visszatért, és ismét Bariba szorította vissza a császári uralmat.
1064-ben Salamon magyar király indított támadást az északi végek ellen, de ennél sokkal súlyosabb következményekkel járt, hogy ugyanezen év őszén a kunok nyomása elől menekülve nomád úzok törtek a Balkánra, szövetségben a mintegy két évtizede bulgáriai területekre települt besenyőkkel. Az úzok elsöpörték az ellenük küldött bizánci hadakat, és egészen Thesszália mélységéig felprédálták a birodalom területeit. A szörnyű dúlásnak az vetett véget, hogy a télen járvány és éhínség sújtotta a támadókat. Számos úz odaveszett, sokan visszahúzódtak a Duna túlpartjára, a maradékot pedig sikerült rávenni, hogy a besenyőkhöz hasonló szövetségesekként letelepedjenek az általuk elnéptelenített balkáni területeken.
A legsúlyosabb távlati következményekkel a szeldzsukok megerősödése járt. 1059-es anatóliai betörésük után 1065-ben még nagyobb arányú csapást mértek Alp Arszlán török nomádjai Bizáncra. Az éppen húsz éve annektált örmény Anit elfoglalva Kilikia felé vonultak tovább, majd annak felprédálását követően a bizánciak tehetetlenségén felbuzdulva a közép-anatóliai Kaiszareiát is elfoglalták (1067).

## Utódlása
X. Kónsztantinosz súlyos helyzetben halt meg 1067 májusában. A trónon elméletben VII. Mikhaél, legidősebb fia és társcsászári rangot viselő fivérei, Andronikosz és Kónsztantinosz követte, de az irányítás részint nagybátyjuk, Ióannész kaiszar és szövetségese, Pszellosz főminiszter, részint az anyacsászárné, Eudokia Makrembolitissza kezében maradt. Eudokia végül egy hadügyekben járatos kappadókiai arisztokratával, Rómanosz Diogenésszel házasodott össze, aki felvette a harcot a szeldzsukok ellen.